# 一力次郎
一力 次郎（いちりき じろう、1893年（明治26年）8月12日 - 1970年（昭和45年）7月7日）は、日本の実業家。河北新報社元社長、会長、社主。

## 人物
河北新報社創業者である一力健治郎の次男として宮城県仙台市に生まれる。
1917年京都帝国大学法学部卒業後、コロンビア大学、オックスフォード大学に留学し法律学、新聞学を専攻。帰国後、東京にて弁護士を開業する。
1924年（大正13年）1月1日河北新報社入社。副社長として、父を補佐する。
1929年（昭和4年）には父が逝去したことに伴い社長に昇格する。また、弟である五郎が実質的な副社長として兄を補佐した。
社長、会長時代は東北の振興に力を注ぎ、東北開発三法（北海道東北開発公庫法、東北開発株式会社法、東北開発促進法）の制定に傾注した上、政府の東北開発審議会委員となり、計画の策定や実施に貢献した。また、東北経済連合会や東北放送の設立にも参画したほか、日本新聞協会常任理事や共同通信社理事、国際新聞編集者協会(IPI)国内委員等、百余を超える役職も歴任した。
温厚篤実で謙虚な性格が、多くの人より敬愛を受けた。
1970年（昭和45年）7月7日、急性骨髄性白血病で逝去。戒名：昭徳院殿賢譽融円大居士。
1971年（昭和46年）、東京千鳥ヶ淵の新聞人顕彰記念像「自由の群像」に名が刻まれ父と共に、親子2代にわたって顕彰を受けることとなった。
夫人との間に3男2女。長男として一力一夫がいる。

## 略歴
- 宮城県仙台第一中学校（現：宮城県仙台第一高等学校）卒業
- 旧制第二高等学校卒業
- 1919年（大正8年）- 京都帝国大学法学部卒業
- 1924年（大正13年）- 河北新報社入社。
- 1929年（昭和4年）- 同社長
- 1946年（昭和21年）- 同会長
- 1954年（昭和29年）- 東北放送社長
- 1970年（昭和45年）- 逝去。76歳没。

## 栄典
- 仙台市名誉市民[4]、藍綬褒章 - 1964年（昭和39年）
- 勲三等旭日中綬章 - 1965年（昭和40年）
- 交通文化賞 - 1966年（昭和41年）
- 従四位銀杯授与 - 1970年（昭和45年）